# カチオン-π相互作用

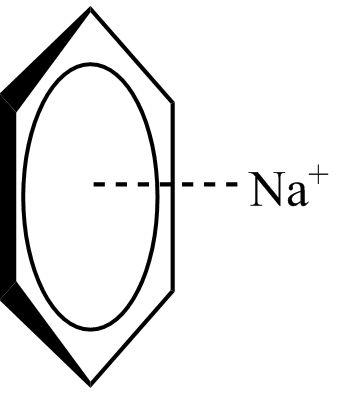
ナトリウムカチオンとベンゼンとの間のカチオンーπ相互作用

カチオン-π相互作用（カチオン-パイそうごさよう、英: Cation-π interaction）は、電子豊富なπ電子系（例：ベンゼン、エチレン）と近接するカチオン（陽イオン、例：Li+, Na+）との間に働く非共有結合性の分子間相互作用である。単極子（カチオン）と四重極子（π電子系）との間の静電相互作用に由来する。カチオン-π相互作用のエネルギーは、水素結合や塩橋の強さと同程度であり、分子認識において重要な役割を果たしている。

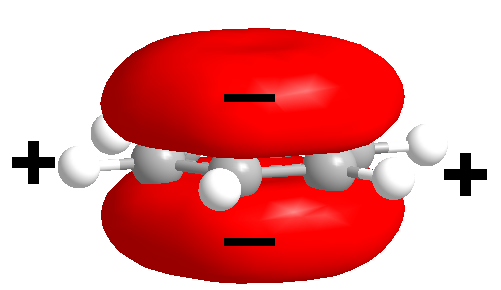
ベンゼン環の上下のπ電子系は、四重極電荷分布を生む。

## 起源
π電子系のモデル分子であるベンゼンは、C-H結合の分極が分子の対称性によって打ち消されるため、全体としては永久双極子モーメントを持っていない。しかしながら、ベンゼン環の上下の電子豊富なπ電子系は部分負電荷を有している。この挟み込む負電荷との釣り合いを取るため、ベンゼン中の原子が存在する平面上に正電荷が生じ、その結果としてベンゼンは永久電気四重極子を持つ。そして、負の電荷を持つπ電子系は正電荷を持つイオンと好んで相互作用する。

## 相互作用の強さに影響を与えるもの
カチオン-π相互作用は水素結合と同程度の強さを持つ分子間力であり、さまざまな場面で重要である。溶媒とともに、カチオンの性質、π電子系の置換基などいくつかの条件がこの相互作用の強さに影響を与える。

### カチオンの性質

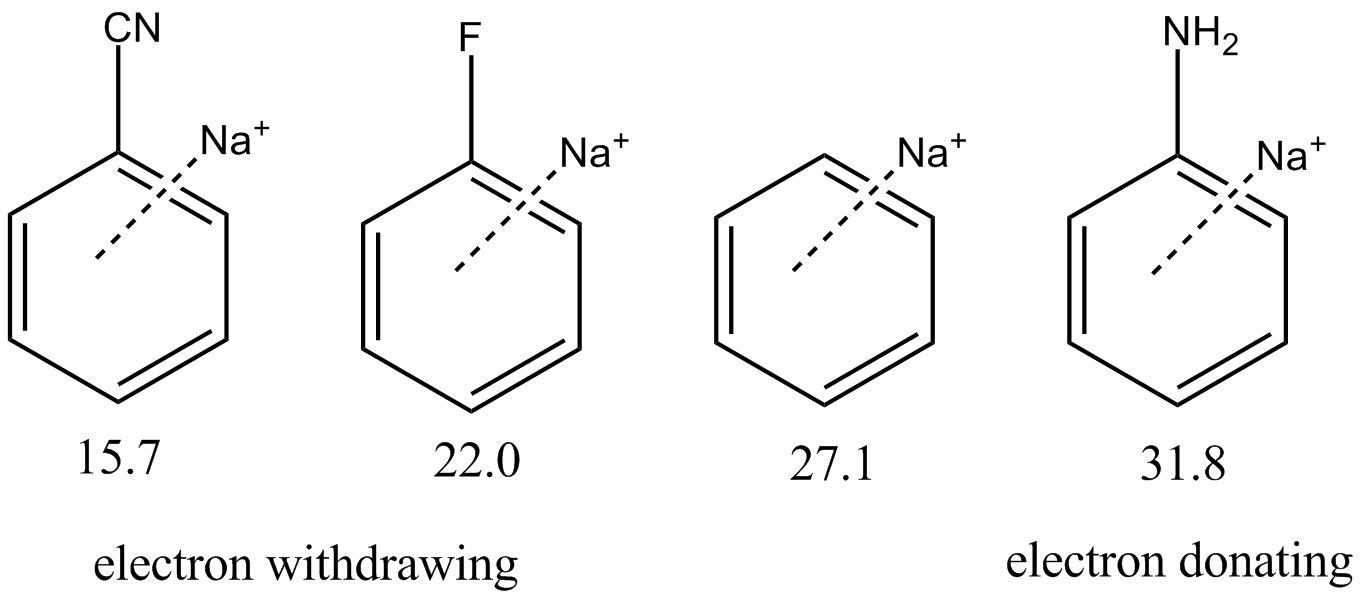
典型的な置換基を持つベンゼンとNa^{+}との結合エネルギー (kcal/mol)

静電気学（クーロンの法則）に従い、より小さく、より電荷の大きいカチオンがより強い静電引力を生む。ベンゼンとアルカリ金属カチオンとの相互作用の大きさを、気相におけるギブズエネルギー変化により下表に示す。このように、イオン半径 (rion) はカチオン-π相互作用を大きく左右する。
| M+             | Li+ | Na+ | K+  | Rb+ |
| −ΔG / kcal/mol | 38  | 27  | 19  | 16  |
| rion / pm      | 76  | 102 | 138 | 152 |

### π電子系の置換基
置換基の静電的特性もまた相互作用の強さに影響を与える。電子求引性基（例：シアノ基 -CN）は相互作用を弱めるが、電子供与性基（例：アミノ基 -NH2）はカチオン-π結合を強める。いくつかの置換基についての関係が右図に示されている。この効果の起源はπ電子系への寄与でしばしば説明されるが、最近の計算結果によって置換基とカチオンの直接的な相互作用が第一の理由であることが指摘されている。

### 溶媒の影響

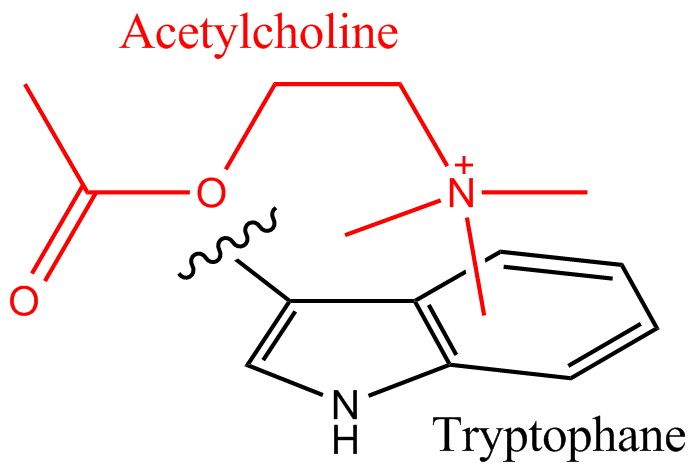
ニコチンアミドアセチルコリン受容体のトリプトファン残基へのカチオン性のアセチルコリンの結合はカチオン-π相互作用による。

溶媒も相互作用の相対的な強さを左右する。溶媒分子が存在するとどんな溶媒かに関わらず相互作用は弱まるため、カチオン-π相互作用についてのほとんどのデータは相互作用が最も顕著に現われる気相における値である。また、溶媒の極性が高いほど相互作用は弱まる。

## 自然におけるカチオン-π相互作用
自然におけるビルディングブロックもまた芳香族部分を含んでいる。トリプトファンやチロシンのアミノ酸側鎖やDNA塩基などはカチオン種（金属イオンだけでなく電荷を持つアミノ酸側鎖等も）と結合することができる。ゆえに、カチオン-π相互作用はタンパク質の三次元構造の安定化において重要な役割を果たしている。カチオン-π相互作用の別の役割は、ニコチン性アセチルコリン受容体においても見られる。ニコチン性アセチルコリン受容体は内因性のリガンドであるアセチルコリン（正電荷を有する分子）と、四級アンモニウム塩とのカチオン-π相互作用によって結合する。
また、スクアレン環化酵素による反応の遷移状態であるカルボカチオンの安定化に、周囲の芳香族アミノ酸とのカチオン-π相互作用が寄与していることが示唆されている。

## アニオン-π相互作用
多くの点において、アニオン（陰イオン）-π相互作用はカチオン-π相互作用と正反対であるが、基本的原理は同一である。アニオン-π相互作用の例はこれまでにほとんど知られていない。負電荷を引き付けるためには、π電子系の電荷分布を逆転させる必要がある。これは、π電子系に複数の強力な電子求引性基を配置することで達成される（例：ヘキサフルオロベンゼン）。アニオン-π効果は、特定の陰イオンに反応する化学センサーにおいて利用されている。